# Sfax (Q182)
Подводная лодка «Сфакс» (Q182) — французская подводная лодка типа «Редутабль» («Грозный»).

## История службы
После своего назначения в начале Второй мировой войны во 2-й дивизион подводных лодок в Бресте, она действовала совместно с Casabianca, Achille и Pasteur.
В самом начале войны, 3 сентября 1939 года, была отправлена в патруль к северным портам Испании, где она потопила немецкий танкер, заподозренный в работе заправщиком немецкого подводного флота. На протяжении зимы 1939-1940 годов вместе с Casabianca, Achille и Pasteur занималась сопровождением конвоев союзников из Галифакса в Британию.
3 июля, после битвы за Мерс-эль-Кебир, Sfax и Casabianca патрулировали побережье возле Касабланки. 28 октября 1940 года в Касабланке был сформирован новый 2-й дивизион, состоявший из Sfax, Casabianca, Sidi-Ferruch и Bévéziers.
19 декабря Sfax по дороге в Дакар на усиление флота, была по ошибке потоплена U-37 вместе с танкером Rhône.